# Glenophisis borneo
Glenophisis borneo är en insektsart som beskrevs av Andrej Vasiljevitj Gorochov 2007. Glenophisis borneo ingår i släktet Glenophisis och familjen vårtbitare. Inga underarter finns listade i Catalogue of Life.